# Državna cesta D1
Die Državna cesta D1 (kroatisch für Nationalstraße D1) ist nach der D8 mit einer Länge von über 420 km die zweitlängste kroatische Nationalstraße und führt von der kroatisch-slowenischen Grenze bei Macelj über Krapina, Zaprešić, Zagreb, Karlovac, Slunj, Udbina, Gračac, Knin und Sinj bis Split an die Adria. Sie stellt somit nach der Autobahn A1 die wichtigste Nord-Süd-Verbindung des Landes dar.
Bis zum Bau der Autobahnen A1 und A2 war die D1 Teil der Europastraßen E59, E65 und E71. Diese werden jedoch weiterhin auf manchen Beschilderungen der D1 angegeben.
Die D1 ist die bekannteste Nationalstraße in Kroatien. Oft wird sie umgangssprachlich auch als Stara Cesta bezeichnet. Damit ist hauptsächlich der Abschnitt zwischen Karlovac und Gračac gemeint, da dieser sehr viele gastronomische Lokale, Rastplätze und Unterkünfte zur Verfügung stellt.

## Streckenverlauf
Die D1 ist in 18 Abschnitte eingegliedert. Auf der ca. 55 km langen Strecke nördlich von Zagreb befinden sich die Abschnitte 1 bis 7. Der weitere Verlauf bis Gračac umfasst die Abschnitte 8 bis 14 und die Abschnitte 15 bis 18 befinden sich auf der Strecke nach Split.

### Von Macelj nach Zagreb
Die D1 beginnt in Macelj an der Staatsgrenze zu Slowenien. Abschnitt 1 ist der kürzeste Abschnitt der D1 und endet bereits nach etwa 800 m bei der Abfahrt zur D508. In Abschnitt 2 verläuft die D1 knapp 9 km lang parallel zur Autobahn A2 bis zu ihrer Anschlussstelle Đurmanec. Abschnitt 3 zieht weiter bis zu Krapina und weiter bis zur gleichnamigen Anschlussstelle der A2. In Abschnitt 4 verläuft die D1 für 5 km durch etwas mehr Ortsgebiet. Der fast 9 km lange Abschnitt 5 beginnt bei Sveti Križ Začretje, wo die D1 auf einer Allee westlich der A2 verläuft. Bei der Abfahrt zur D24 beginnt Abschnitt 6, der bereits nach 4,5 km in Mokrice endet und in den 21 km langen Abschnitt 7 übergeht. Mit dem Ende dieses Abschnitts wird die D1 am Knoten Zaprešić unterbrochen und mündet in die D225.

### Von Zagreb nach Gračac
Südlich der Jadranska Avenija, ‚Jadran-Allee‘ von Zagreb beginnt Abschnitt 8 der D1. Im Stadtteil Blato wird diese Allee umfahren und führt zu einer Auffahrt am Autobahnknoten Lučko mit den Autobahnen A1 und A3. Bei Stupnik verlässt die D1 die Stadt Zagreb und verläuft durch die benachbarten Ortschaften westlich der Stadt. In Jastrebarsko wird die D310 am Ende des ca. 27 km Abschnitts geschnitten. Der nachfolgende Abschnitt 9 ist etwa 19 km lang und verläuft über Draganić nach Karlovac. An der Anschlussstelle der A1 beginnen die D3, die D36 und Abschnitt 10 der D1. Diese verläuft von dort ausgehend für 3 km parallel zur D3. Dieser Teil wird auch als Prilaz Većeslava Holjevca, ‚Većeslav-Holjevac-Umfahrung‘ von Karlovac bezeichnet, auf der auch die Kupa überquert wird. Am Ende dieser Umfahrung geht die D3 von der D1 ab und die D6 mündet hier ein. Ab hier beginnt der als Stara Cesta bekannte Teil der D1. Weiter südlich werden die beiden Flüsse Korana und Mrežnica überquert. Der weitere Verlauf der D1 und D6 führt über Tušilović und einem Schnittpunkt mit der D216 nach Krnjak, wo die D6 von der D1 abgeht. Dort befindet sich auch der Übergang in Abschnitt 11, der insgesamt 50,5 km Länge umfasst. Dieser verläuft über Slunj und Rakovica nach Grabovac, wo die D217 geschnitten wird. Abschnitt 12 ist einer der wichtigsten Abschnitte der D1, da er durch den Nationalpark Plitvička Jezera führt. Er endet nach fast 27 km am Schnittpunkt mit der D52 in Korenica. Dort wird im Verlauf von Abschnitt 13 auch die D25 geschnitten. Nördlich von Udbina beginnt der erste Autostraßenabschnitt der D1. 33 km ist der Beginn von Abschnitt 13 von seinem Ende entfernt. Abschnitt 14 beginnt nördlich der Auffahrt zur D522, die als Zubringer der A1 zur Anschlussstelle Gornja Ploča führt. Südlich von Udbina endet die Autostraße und die D1 verläuft weiter nach Gračac. Abschnitt 14 hat eine Länge von 31 km und endet am Kreisverkehr mit der D27.

### Von Gračac nach Split
Abschnitt 15 ist ein weiterer besonderer Abschnitt der D1, da er durch den Naturpark Velebit führt. Er endet nach fast 54 km in Knin. Dort überquert die D1 insgesamt vier Flüsse. Zum einen die Krka im Osten und zum anderen drei Flüsse, die aus der Krka entspringen. Im Westen sind das die Butižnica und die Marčinkovac und etwas östlich vom Zentrum die Orašnica. In Knin beginnt außerdem Abschnitt 16, welcher der längste der D1 ist. Er hat eine Länge von 66 km und umfährt Dinara, den höchsten Berg in Kroatien. Über Vrlika endet Abschnitt 16 in Sinj an einer Kreuzung mit der D219. In Dicmo beginnt der zweite Abschnitt, der den Rang einer Autostraße besitzt. In Dugopolje schneidet die D1 ein letztes Mal die A1 an einem großen Kreisverkehr. Bei Grlo, wo die D56 geschnitten wird, endet der 21 km lange Abschnitt 17. Der letzte Abschnitt besitzt viele Brücken und Tunnel, da er über viel Gebirge führt. In Bilice bei Split endet die D1 an einem Kreisverkehr mit der D8. Abschnitt 18 hat eine Länge von rund 8 km und addiert die Gesamtlänge auf 415,6 km.

## Geschichte

### Jugoslawische Zeit
In der SFR Jugoslawien trug die Straße vom Abzweig der heutigen D6 südlich von Karlovac bis Gračac und wieder von Knin bis Split die Nummer 8.

### Jüngere Entwicklung
Seit 2004 ist der Abschnitt zwischen Macelj und Krapina verlegt worden, da die neue Autobahn A2 auf der Trasse der D1 liegt. Somit wurde die neue D1 neben die Autobahn gelegt und kreuzt diese mit mehreren Brücken.
Der Abschnitt zwischen Sinj und Split über Dugopolje (Autobahnanschluss A1) wird z. Zt. vierspurig ausgebaut.